# 髻山城
髻山城（もとどりやまじょう）または髻城（もとどりじょう）は、長野県長野市と上水内郡飯綱町の境にあった日本の城。

## 概要
上杉謙信が、川中島の戦いに備えて築いたとされる。北国街道沿いにあり、川中島と春日山城の中間にある交通の要所であった。
主郭部には石垣が残り、謙信が掘った井戸、「観音清水」が残る。

## 所在地と地形
髻城には、大城（おおじょう）と小城（こじょう）があった。一般的には大城のことを髻城といっている。本丸の頂上と南斜面は長野市大字若槻西条字髻、北斜面は飯綱町大字平出字泥ノ木と字一杯清水・清水久保にまたがっており、小城全体は長野市大字西条字髻の地籍であった。
大城は三登山（923.0m）山系の東端にある髻山（744.5m）に立地した山城であり、小城は大城の東南麓約350mの位置に突起した小円頂丘火山（650m）に立地していた。
大城は南と東斜面が急峻でことに東斜面は断崖絶壁をなしており、自然の要害であった。小城は南斜面だけがやや急峻で大城ほど険しくはない。大城の東麓、小城との間に竪穴式古墳が発見され、鉄鏃などが出土した。